# Dry Creek (Oklahoma)
Dry Creek es un lugar designado por el censo ubicado en el condado de Cherokee  en el estado estadounidense de Oklahoma. En el año 2010 tenía una población de 227 habitantes y una densidad poblacional de 10,09 personas por km².

## Geografía
Dry Creek se encuentra ubicado en las coordenadas 35°44′2.08″N 94°51′56.45″O / 35.7339111, -94.8656806 (35.733911° 	-94.865681°). Según la Oficina del Censo de los Estados Unidos, Dry Creek tiene una superficie total de 8,698 mi² (22,5 km²), de la cual 8,692 mi² (22,5 km²) corresponden a tierra firme y 0,006 mi² (0 km²) es agua.

## Demografía
Según la Oficina del Censo en 2000 los ingresos medios por hogar en la localidad eran de $27,292 y los ingresos medios por familia eran $28,523. Los hombres tenían unos ingresos medios de $19,643 frente a los $22,083 para las mujeres. La renta per cápita para la localidad era de $14,186. Alrededor del 22.5% de la población estaban por debajo del umbral de pobreza.